# Bossiaea scolopendria
Bossiaea scolopendria, tên tiếng Anh là Plank Plant là một loài thực vật có hoa thuộc họ Fabaceae được tìm thấy ở miền đông Úc.
Nó có mặt ở Gosford, New South Wales đến những vùng đất cao phía bắc và phí tây của Nowra.